# Rubeus Hagrid
Rubeus Hagrid (ur. 6 grudnia 1928) – postać fikcyjna z serii Harry Potter autorstwa Joanne Kathleen Rowling.
Hagrid jest gajowym i strażnikiem kluczy w Szkole Magii i Czarodziejstwa Hogwart, prowadzi zajęcia z opieki nad magicznymi stworzeniami i cieszy się wielkim zaufaniem dyrektora szkoły, profesora Albusa Dumbledore'a, dla którego wykonuje zadania specjalne, wymagające dochowania tajemnicy. Hagrid jest pokaźnej postury, ma czarne oczy, czarne skręcone włosy i brodę, mówi z charakterystycznym akcentem. Jego cechą charakterystyczną jest fascynacja hodowlą niebezpiecznych zwierząt. Pierwszy przyjaciel Harry’ego.
Rolę Hagrida w ekranizacjach wszystkich części grał Robbie Coltrane. W polskiej wersji w pierwszej części głosu użyczył mu Krzysztof Gosztyła, od drugiej części dubbingował go Marek Obertyn, jednak z powodu jego śmierci od piątej części dubbingiem tej postaci zajął się Andrzej Blumenfeld.

## Życiorys

### Harry Potter i Kamień Filozoficzny
Hagrid dostarczył małego Harry’ego pod dom Dursleyów na prośbę profesora Dumbledore’a. Gdy Harry osiągnął wiek, w którym dzieci są przyjmowane do Hogwartu, dostarczył mu informację o przyjęciu, poinformował, że jest czarodziejem i pomógł przygotować się do roku szkolnego. Jednocześnie, Hagrid był odpowiedzialny za wyjęcie Kamienia Filozoficznego z podziemi banku Gringotta i przeniesienie go do Hogwartu, pomagał też przy zabezpieczeniu kamienia w nowym miejscu.

### Harry Potter i Komnata Tajemnic
Harry dowiedział się, że Hagrid był oskarżony o uwolnienie potwora w czasie, gdy był jeszcze uczniem Hogwartu. Poznał starego przyjaciela Hagrida – pająka Aragoga, który zaprzeczył tym oskarżeniom. Mimo wszystko gajowy trafił do Azkabanu i dopiero po tym, jak Harry pokonał bazyliszka, został oczyszczony z zarzutów i wrócił do Hogwartu.

### Harry Potter i więzień Azkabanu
Hagrid otrzymał posadę nauczyciela opieki nad magicznymi stworzeniami. Podczas jednej z lekcji hipogryf Hagrida – Hardodziob atakuje Draco Malfoya. Ojciec Draco domaga się, aby Hardodziob został stracony jako niebezpieczne stworzenie. Harry i Hermiona ratują Hardodzioba i nie tylko.

### Harry Potter i Czara Ognia
Hagrid przygotowywał konkurencję Turnieju Trójmagicznego, nagiął regulamin, by pomóc Harry’emu. Nawiązał romans z dyrektorką szkoły Beauxbatons, Olimpią Maxime. Otrzymał od Dumbledore’a kolejne specjalne zadanie.

### Harry Potter i Zakon Feniksa
Hagrid i Madame Olimpia Maxime próbowali przekonać klan olbrzymów, aby w nadchodzącej wojnie z Voldemortem wsparły stronę Zakonu, lecz nie udało im się tego dokonać. Hagrid sprowadził do hogwarckiego lasu swojego olbrzymiego brata, Graupa, i zaczął pracę nad cywilizowaniem go.

### Harry Potter i Książę Półkrwi
Ten rok był dla Hagrida najgorszy. Jego przyjaciel, gigantyczny pająk, Aragog zdechł. Od tego momentu już nie mógł bezpiecznie wchodzić do Zakazanego Lasu. Ponadto żaden szóstoklasista nie wybrał jego przedmiotu na wartego dalszej nauki. Najgorsze zdarzyło się jednak w czerwcu, gdy Albus Dumbledore zginął z rąk śmierciożercy Snape’a. Na jego pogrzebie właśnie Hagrid czuł największy żal.

### Harry Potter i Insygnia Śmierci
Pomógł w przeniesieniu Harry’ego do Nory. Leciał motorem, który dał mu Syriusz. Właśnie z nim leciał prawdziwy Harry. Został schwytany przez śmierciożerców podczas „Bitwy o Hogwart” i przetrzymywany w Zakazanym Lesie. Na rozkaz Voldemorta miał zanieść pozornie martwe ciało Harry’ego Pottera do Zamku Hogwart. Zabił Waldena Macnaira przez ciśnięcie nim o ścianę.